# Noeetomima parva
Noeetomima parva är en tvåvingeart som beskrevs av Elisabeth K. Stuckenberg 1971. Noeetomima parva ingår i släktet Noeetomima och familjen lövflugor. Inga underarter finns listade i Catalogue of Life.